# المدرسة العليا للموسيقى والمسرح بميونخ
المدرسية العليا للموسيقى والمسرح في ميونيخ هي واحدة من أكبر المدارس العليا في القطاع الثقافي في ألمانيا، تأسست عام 1846، تحمل هذا الاسم منذ عام 1998، رئيسها الثلاثين الحالي هو زيغفريد ماوزر.

## الهيكل والتدريب
تقوم المدرسة العليا بتكوين وتدريب ست مجالات، الموسيقى، التلحين، قائد أوركسترا، الغناء، الرقص، الإخراج وأيضا مجالات تصميم الأقنعة وتصميم الإضاءة للعرض، فضلا عن دورات تكوينية في الموسيقى البيداغوجية وصحافيي الموسيقى، في دورات تدريبية في التمثيل المسرحي بالتعاون مع أكاديمية المسرح البافاري أوغست إيفردينغ في المقرات المخصصة لهذا الغرض.

## وصلات خارجية
- موقع المدرسة العليا للموسيقى والمسرح بميونخ